# Distretto di Khoubana
Il distretto di Khoubana è un distretto della Provincia di M'Sila, in Algeria.

## Comuni
Il distretto di Khoubana comprende 3 comuni:
- Khoubana
- M'Cif
- El Houamed